# Último evangelho
O Último Evangelho é o nome dado para o prólogo do Evangelho de João (João 1:1-14) quando lido como parte dos ritos finais da forma extraordinária da missa ou de uso anglicano na Igreja Católica. O prólogo refere-se a Jesus Cristo como o Logos, e o modo como este encarnou-se. O último evangelho foi incluído como uma opção nas missas próprias dos ordinariados pessoais para o anglicanos, mas suprimido na forma ordinária da missa. 